# BMW 1802
Pour les articles homonymes, voir BMW Série 02.
La BMW 1802 est une automobile produite par BMW de 1971 à 1976. 
Cette voiture était tellement économique et sportive que les clients pouvaient choisir le moteur à course courte à partir de 1971 sur la 1802 de 90 ch, obtenant ainsi une plus grande efficacité que sur la BMW 1602 à prix moindre que celui de la 2002. La BMW 1802 se situe dans la gamme entre les BMW 1602 et 2002, à un prix de 10 434 DM. Elle a été vendue en 83 351 exemplaires. Son nom provient de la cylindrée du moteur (1.8 L) et de sa gamme (Série 02). 

## Touring
Après cinq ans de production de différents modèles de la BMW Série 02, la 1800/1802 fut déclinée en version touring qui possédait le rendement approximatif de la BMW 2002 avec une plus grande efficacité : la 1800/1802 Touring. Ce modèle, commercialisé de 1971 à 1973, partageait le même moteur de 90 ch que la BMW 1802.